# Wijkia extenuata
Wijkia extenuata là một loài Rêu trong họ Sematophyllaceae. Loài này được (Brid.) H.A. Crum miêu tả khoa học đầu tiên năm 1971.